# 名古屋市立はとり幼稚園
名古屋市立はとり幼稚園（なごやしりつ はとりようちえん）は、愛知県名古屋市中川区服部にあった公立幼稚園である。

## 沿革
- 1978年（昭和53年）4月1日 - 全2学級の幼稚園として設立される[1]。
- 1995年（平成7年） - 3歳児学級の設置に伴い、全3学級となる[1]。
- 2022年(令和4年) 3月31日-閉園。

### 歴代園長
括弧内は着任年月日。
1. 小田切素子（1978年4月1日）[2]
2. 三宅波津子（1982年4月1日）[2]
3. 堀尾とよ子（1985年4月1日）[2]
4. 道家扶美子（1989年4月1日）[2]
5. 牧 信子（1992年4月1日）[2]
6. 福田安子（1995年4月1日）[2]
7. 伊藤悦郎（1997年4月1日）[2]
8. 山崎千恵子（1999年4月1日）[2]

## 教育目標
教育目標として以下の4点を掲げ、その育成を目指している。
- 相手の思いを感じとり、友達と仲良く遊ぶ幼児の育成[3]
- 美しいものに感動し、素直に表現できる幼児の育成[3]
- 丈夫な身体と強い心の幼児の育成[3]
- 進んで活動し、最後までやり遂げる幼児の育成[3]

## 交通
- 名古屋市営バス 富田図書館停留所より0.1km[4]